# Lijst van beelden in Borsele
Dit is een (onvolledige) chronologische lijst van beelden in Borsele. Onder een beeld wordt hier verstaan elk driedimensionaal kunstwerk in de openbare ruimte van de Nederlandse gemeente Borsele, waarbij beeld wordt gebruikt als verzamelbegrip voor sculpturen, standbeelden, installaties, gedenktekens en overige beeldhouwwerken.
| Geplaatst | Omschrijving                     | Kunstenaar                                           | Locatie                                 | Materiaal   | Afbeelding |
| --------- | -------------------------------- | ---------------------------------------------------- | --------------------------------------- | ----------- | ---------- |
| 1880 ca.  | Flora                            | onbekende maker, L. Schütz Jr. ijzergieterij (Zeist) | Ellewoutsdijk, Langeviele / Trenteweg   | gietijzer   |            |
| 1945      | Oorlogsmonument bij de N.H. kerk | onbekend                                             | Hoedekenskerke, 's-Gravenpoldersestraat |             |            |
| 1990      | Op Deltahoogte                   | Martin McNamara                                      | Heinkenszand                            |             |            |
| 1991      | De Val                           | Sander Littel                                        | Nisse                                   | brons       |            |
| 1993      | De Zuil                          | Hans de Win                                          | 's-Gravenpolder, Klimopplein            |             |            |
| 1994      | Madam van Kwajendam              | Paul Bartels                                         | Kwadendamme                             |             |            |
| 1996      | Rode Draak                       | Iris de Leeuw                                        | Baarland, Slotstraat                    |             |            |
| 1996      | Odekijn                          | Sander Littel                                        | Hoedekenskerke                          | brons       |            |
| 1997      | niet bekend                      | Hans de Win                                          | Oudelande                               |             |            |
| 1998      | Een berg van water               | Wies de Bles                                         | Ellewoutsdijk, Hellewoutstraat          |             |            |
| 1999      | Groepsportret                    | Martin McNamara                                      | Driewegen, Smitsweg                     |             |            |
| 1999      | Herinneringsplaquette            | Sander Littel                                        | Heinkenszand, Van der Biltplein         | natuursteen |            |
| 2000      | Watersculptuur                   | Sander Littel                                        | Ovezande, Mr. dr. Messtraat             | brons       |            |
| 2003      | Oase                             | Wies de Bles                                         | Borssele                                | brons       |            |
| 2003      | Plaatsbepaling                   | Wies de Bles                                         | 's-Heer Abtskerke, Gerbernesseweg       |             |            |
| 2005      | De Gedachtesprong                | Martin McNamara                                      | 's-Heerenhoek, Van 't Westeindestraat   |             |            |
| 2006      | Jong schaap en de verwondering   | Wies de Bles                                         | Lewedorp                                | brons       |            |
| 2006      | Nova                             | Sander Littel                                        | Nieuwdorp                               | brons       |            |